# そんな2人のMyホーム
『そんな2人のMyホーム』（そんなふたりのマイホーム）は、樹るうによる日本の漫画作品。双葉社の月刊4コマ漫画雑誌『まんがタウン』にて連載。

## 概要
あらゆることをそつなくこなす娘・都築 舞と、天才芸術家の父・輝、そんな都築父娘と、都築家を訪れる人々の日常を描く、アットホームな4コマ漫画である。
表現形態はいわゆるストーリー4コマ漫画と呼ばれるもので、掲載月に合わせた季節感あるエピソードが描かれ、『まんがタウン』掲載作品としては珍しく登場人物が明確に加齢しているのが特徴。初期は舞と輝の都築父娘の日常を描くホームコメディ的側面が強かったが、後に舞が宅配業者・相川尋希を意識し始めたことでラブコメディの側面をも持つ物語になっている。

## あらすじ
大きな屋敷に住む都築 舞は、美人で何でもこなしてしまう有能大和撫子。舞の父・輝はいつも無愛想だが何にでも天性の才能を発揮する彫刻家。そんな2人の都築家には、今日もトラネコ急便の相川によって荷物が届けられ、画廊を経営する丸井が輝のもとを訪れ、温かで穏やかな時間が流れていく。

## 登場人物
都築 舞（つづき まい）
この作品の主人公で、輝と唯の一人娘。12月25日生まれ。連載開始時は20歳だったが第14話時点で21歳になっている。長い髪を首の辺りでまとめ、主に着物と割烹着を着ている。父の秘書兼家事手伝いをしており、広大な日本家屋である都築家の屋敷と庭の掃除や手入れ、家事・家計一切、さらに気難しい父親の世話などの全てを一人でこなす、有能大和撫子。趣味は家事と手芸で、その腕前は和裁・洋裁・小物作りなどに至るまでとても優れており、漬物・味噌・カスピ海ヨーグルトなどの多様な発酵食品作りや家庭菜園作りもこなし、さらにはインターネットによる情報収集やパン作り、英会話、フォークリフトの運転など、およそ純和風な印象からは想像できない技能をも持っている。唯一、絵を描くことだけは苦手。また、武道のたしなみもある。
着物や袴の#関連項目着付けができるため、花の枝神社の祭りの日には近所の人々に浴衣の着付けをしたり、卒業式シーズン等の着付けで近所の店が人手不足の折には手伝いをしたりもする。ちなみに以前、「着物が可愛いから」という理由で花の枝神社で巫女のアルバイトもしていた。
性格はいたって穏やかで淑やかだが、多少天然ボケ。毎春、花見のために「お前の父は預かった」と自身の狂言誘拐を演出する父に騙され続けている。一方で貧しかった頃の母の倹約癖を受け継いだのか、現在の都築家は裕福なのに貧乏性な面がある。父とは口論することもあるが、とても尊敬しており、父の制作した作品の大ファン。
中学・高校と女子校に通い、高額な学費を払ってまでやりたいことが見つけられなかったので、大学へは進学せず、そのまま家事手伝いに。そのため、親しい男性は父と丸井、トラネコ急便の相川くらいしか居ない。作中で多くの男性からアプローチされる場面はあるが、天然ボケで鈍い性格と父の妨害のため、特に親しくはならないようである。物語途中より、無意識のうちに相川に離れ離れになった幼馴染の姿を重ねることがあり、徐々に（特に相川の名前が「ヒロキ」であることに気づいた22話以後）彼を意識し始めている自分に戸惑っていたが、実際にその「ヒロちゃん」であったことが判って後、紆余曲折を経て交際するようになり、遂には自分の世代の”Myホーム”を築き2児を儲ける。
都築 輝（つづき ひかる）雑誌掲載時や単行本の人物紹介などにおける振り仮名表記は「ヒカル」。
舞の実父で、彫刻家。連載開始時は46歳で、第15話から47歳になっている。長髪を後頭部でまとめた髪型で、いつも鋭い眼光を放ちながら仏頂面をし、また常に作務衣を着ている。ご近所の主婦曰く「黙っていればいい男」。
彫刻の技術は日本国外にも知られるほどの天才だが、しばしばスランプに陥ったり飽きたりして、彫刻制作をサボっては趣味として他の造形物制作をしている。しかし、そうして始めるあらゆること（陶芸・編み物・パン作り・皮革製品製作、また料理や掃除などの家事）に天才的な才能を発揮。個展を開いて新たなファンが出来る事もしばしばである（もっとも、その頃には本人は飽きて本業に戻っている）。とにかく造形物に目がなく、気に入った作品があるとその作者に作り方などを熱心に訊いたり、環境や素材にもこだわる。陶芸では自宅に登り窯を作り、舞にハレの日の着物を仕立てようとした際には養蚕から始めようとしたなど、そのこだわりエピソードは枚挙に暇がない。さらに、食べたものの原材料や調味料の微妙な変化を見抜く鋭い味覚も持っている。
一人娘の舞のことを非常に溺愛している。表向きは舞に対してもぶっきらぼうに接して時には口論したりするが、舞に男性が近づくといつにも増して恐ろしげな表情で激怒する。舞本人だけでなく、舞が作成した作品（雪で作ったウサギ像や、イノシシの絵など）をも大事に扱う。だが愛情表現は不器用で、舞が悩んでいる時には非常に心配するが、そうした場合にどう接すれば良いかわからず苦悩する。
ちなみに舞が着用している割烹着やエプロン（暑い季節用）も実は輝が作った作品である。軽くて動きやすく各部に収納があるなど、とても優れたデザインだが、いずれも「不審者撃退用」の特殊機能（煙幕や電撃を発生させる）まで付けてある。単行本1巻巻末の説明によれば、割烹着やエプロンの機能開発だけで3つは特許が取れるらしい。
大学生時代に教授に作品の報酬のほとんどを着服されて、件の教授の嫌がらせで仕事が得られず貧乏をしている（ケータイ配信のエピソード）。
都築 唯（つづき ゆい）
輝の妻であり、舞の実母。連載開始時点で既に故人。生前は舞同様に和服を着た美しい女性で、駅前の今川焼きや商店街の玉ヨーカンなど安価（共に1個30円）な甘味を好む、いわば“B級あんこグルメ”であった。輝との出会いは、輝と丸井が通っていた大学で清掃の仕事をしていたのがきっかけ。旧姓は斉藤。20歳の頃、当時まだ売れない（売れなくさせられた）彫刻家だった輝と結婚、赤貧の状態にあってもにこやかに彼を支え続け、ようやく現在の邸へ引っ越して間も無く他界したらしい（詳述はされないが、引越しは舞が8歳前後の頃である）。享年30。年に一度、花の枝神社で祭りが催される日は家を開放して浴衣着付けボランティアをしていたようで、この行事は彼女の没後も娘の舞によって引き継がれている。また、倹約癖があり、パンを作った際にはカサを増やす事に命を懸けて異常なまでに膨らませていた。
ヒーちゃん
都築家で飼われているオスのチャボ。正確な名を「大文字 火吾郎」（だいもんじ ひごろう）といい、これは輝によってつけられたもの。第12話時点で4歳。最初は縁日の露店でひよことして売られており、中でも最も元気が無かったが、買い取った舞による献身的な世話と、輝が餌に加えた（恐らく彼自身が開発した栄養補助薬と思われる）粉末によって健やかに成長し、現在は堂々たる体格と鋭い眼光を持つまで育っている。寒い季節には屋内に居るが、他の時期には庭に居て、侵入してくる不審者（トラネコ急便の相川も含まれる）をつつき回して撃退する「番チャボ」。幼い頃に襲われたトラウマのせいで、今も池の鯉が苦手。都築家の空軍を形成。
鯉
築家の広大な庭の一角にある池に住んでいるコイ。夥しい数が居て、常に腹を空かせているのか、ひよこ時代のヒーちゃん（第8話）、庭に入ったボールを取ろうと都築邸に侵入した近所の少年（第19話）、あるいは舞の幼馴染の「ヒロちゃん」（第22話）など、付近を通る生き物に「ビビビビ」と音を立ててピラニアの様に集団で襲いかかり、捕食しようとする。都築家の海軍（？）を形成。
相川 尋希（あいかわ ひろき）※最終2話分は、都築 尋希（つづき ひろき）
宅配便業者「トラネコ急便」（トラネコきゅうびん）で都築家周辺を管轄する配送運転手。舞からは「トラネコさん」（幼馴染と判って以後はヒロちゃんさんを経て昔どおりヒロちゃん）、同僚のヤマさんからは「ヒロ」と呼ばれている。年齢は舞より1歳年下で、第14話時点で成人式を迎えている。都築家は仕事上の関係者などからの荷物が多く、ほぼ毎回配達や集荷で同家を訪れる。舞に好意を寄せており（舞が幼馴染であるのは最初から知っていたことが25話で判明）、それを感じ取っているらしい輝やヒーちゃんからは“不審者”扱いで目の敵にされている。一人暮らし。家が貧しいため大学には行っていないが、教員になるため貯蓄をしており、xx話で晴れて教員免許試験に合格した。
以前から相川は「ヒロちゃん」とよく似た癖（都築家が不在時、玄関で身体を横に傾けて覗き込む仕草・第18話）やよく似た嗜好（チロルチョコの様なチョコレート菓子・第20話）を見せ、輝がその相似に感付いたように読み取れる場面もある（風邪で寝込んだ舞への見舞いとして相川が預けた菓子を、舞に問われて自分が買ったものだとごまかした・第20話）。また、夏祭りの時に都築家が催す浴衣着付けボランティアを見て「まだあったんだ…」と感慨に耽ったり（第9話）、都築家の内部によく通じている（第19話）など、昔から都築家の事を知っているような描写もあった。
幼い頃の尋希は22話で舞の回想に登場。舞が8歳の頃、都築家の生垣の隙間から庭に侵入して池の鯉に襲われたところを舞と彼女の母・唯に救われ、それ以降しばらく同家に遊びに来ていた。唯が亡くなった頃に彼は引っ越してしまい、以来音信不通である。実は舞の淡い初恋の相手でもある。
本名が登場するのは22話からのため、1 - 20話収録となる単行本第1巻の人物紹介では「トラネコくん」と名づけられている。
親分
尋希が飼っている虎柄模様の雌ネコ。xx話で3児（コヤブン達）を儲ける。尋希の婿入りに伴って都築家に引っ越し、チャボや鯉達との抗争を経て、陸軍を形成。
丸井（まるい）名は不明。
画廊「丸井画廊」を経営する男性で、輝とは大学以来の親友であり、仕事上の取引相手でもある。姓どおり、顔や体型、果ては眼鏡の形や性格までも丸い。年齢は輝より1歳年長だが、学生時代は同級生であった（丸井が1年留年したため）。輝の芸術作品（彫刻以外も含む）を高く評価しており、しばしば彼の個展を開き、作品の販売も行っている。輝が気まぐれに彫刻以外のものを作ることにも理解を示しているが、時にコラムなどの締め切りを守らない彼を追い回すことがある。また、愛情表現が不器用な輝に代わって舞の相談に乗ったり、輝の胸中を代弁してやるなど、公私共に都築父子にとって欠かせない存在。家族として妻と長男、長女・美空が居る。
丸井 美空（まるい みそら）
丸井の愛娘。第21話で初登場、その時点で7歳の小学生（それ以前の第14話で「園児」として丸井の話に名前だけ登場）。舞に懐いているが、ちょっとマセた女の子で、舞に度々恋の話を持ちかけ、「チューは?」などと質問しては彼女をたじろがせる。一方、輝に対しては丸井と同等、もしくはそれ以上に厳しいツッコミを入れる。
ヤマさん
「トラネコ急便」の配送運転手で、相川の同僚。角刈りの髪型と閉じている様に見える眼が特徴。相川同様に都築家周辺を管轄し、彼と組んで出かけることもある。舞のことを「着物ちゃん」と呼ぶ。

## 単行本
- 樹るう『そんな2人のMyホーム』 双葉社〈アクションコミックスまんがタウン〉、全4巻
  1. （2007年11月12日第1刷発行、2007年10月12日発売）、ISBN 978-4-575-94130-2
  2. （2009年3月12日第1刷発行、同日発売）、ISBN 978-4-575-94218-7
  3. （2010年5月12日第1刷発行、同日発売）、ISBN 978-4-575-94277-4
  4. （2011年9月12日第1刷発行、同日発売）、ISBN 978-4-575-94328-3

## 関連楽曲
単行本第1巻のおまけページに、樹るう作詞によるトラネコ急便社歌の詞がある。2008年にNEXT MUSICでAMJにより「快速トラネコのうた」に名前を変えトラック化、樹るうサイン会 会場でCD無料配布、FMラジオ局でオンエアされた。その後、モバイル コロムビアにて着うた化し、同着うたはモバイルコロムビア着うた
2009年度年間ダウンロードセールス4位を記録し、同曲は2010年春に配信終了となっている。[トラネコ急便社歌]